# Put and take
Put and take är en term inom sportfiske och fiskevård. Med put and take menas inplantering av ädelfisk i sportfiskesyfte i vatten där dessa arter normalt inte kan reproducera sig. De vatten som används för put and take-fiske är i regel små sjöar, skogstjärnar och dammar. Den art som oftast odlas och planteras ut i sådana vatten är regnbåge, men även öring och bäckröding förekommer. Tidigare var det vanligt att sjöar behandlades med giftet rotenon före utplantering av ädelfisk, för att få bort rovfisk som gädda. Detta är numera i princip förbjudet och för att kontrollera eventuell förekomst av gädda i ädelfisksjöar används i stället nätfiske och vinterfiske med angeldon.
Ädelfisk som öring och röding planteras även ut i vatten med naturliga och reproducerande fiskbestånd av dessa arter, men då i syfte att förstärka de naturliga bestånden. Put and take-fiske har ibland kritiserats för att vara ett "artificiellt" fiske, men ger även sportfiskare i södra Sverige möjlighet att fiska ädelfisk i hemområdet och lockar fler till friluftsliv och naturupplevelser. Ädelfiske ger även markägare och fiskevårdsområden större inkomster från försäljning av fiskekort.